# 220418 Головино
220418 Головино (220418 Golovyno) — астероїд головного поясу, відкритий 23 вересня 2003 року.
Тіссеранів параметр щодо Юпітера — 3,176.
Відкритий 23 вересня 2003 року дослідниками з Андрушівської астрономічної обсерваторії. Названий на честь українського селища Головине.